# Lilltjärnen (Degerfors socken, Västerbotten, 717059-167180)
Lilltjärnen är en sjö i Vindelns kommun i Västerbotten och ingår i Umeälvens huvudavrinningsområde.